# Charkha (stato)
Lo Stato di Charkha fu uno stato principesco del subcontinente indiano, avente per capitale la città di Charkha.

## Storia
Charkha era uno stato che fece parte della prant di Sorath, e durante l'epoca del British raj venne subordinato alla thana di Lakhapadar. Venne governato dalla dinastia dei capi Kathi della tribù di Vala.
La popolazione locale, secondo il censimento del 1872 era di 1613 individui e secondo quello del 1881 era di 1 414 abitanti. Nel 1901 esso comprendeva Charkha ed un secondo villaggio, con una popolazione totale di 1 519 abitanti. Annualmente le rendite dello stato ammontavano a 27 000 rupie ed esso pagava 541 rupie di tributo allo Stato di Baroda ed a quello di Junagadh.